# Richland (Richland County, Wisconsin)
Die Town of Richland ist eine von 16 Towns im Richland County im US-amerikanischen Bundesstaat Wisconsin. Im Jahr 2010 hatte die Town of Richland 1379 Einwohner.
Town hat in Wisconsin eine grundlegend andere Bedeutung, als im übrigen englischsprachigen Bereich. Vielmehr entspricht sie den in den anderen US-Bundesstaaten üblichen Townships, die nach dem County die nächstkleinere Verwaltungseinheit bilden.

## Geografie
Die Town of Richland liegt im Südwesten Wisconsins und wird Pine River durchflossen, einem rechten Nebenfluss des in den Mississippi mündenden Wisconsin River. Die Grenze zu Iowa befindet sich rund 65 km westlich. Nach Minnesota sind es rund 85 km in nordnordwestlicher Richtung; nach Illinois sind es rund 105 km nach Süden.
Die geografischen Koordinaten des Zentrums der Town of Richland sind 43°20′56″ nördlicher Breite und 90°22′43″ westlicher Länge. Sie erstreckt sich über eine Fläche von 81,6 km². Die Town of Richland umschließt vollständig die Stadt Richland Center, ohne dass diese der Town angehört.
Die Town of Richland liegt im Zentrum des Richland County und grenzt an folgende Nachbartowns:
| Town of Marshall | Town of Rockbridge                          | Town of Willow      |
| Town of Dayton   | Kompassrose, die auf Nachbargemeinden zeigt | Town of Ithaca      |
| Town of Eagle    | Town of Orion                               | Town of Buena Vista |

## Verkehr
Durch die Town führt in Nordwest-Südost-Richtung der U.S. Highway 14. Daneben verlaufen noch die Wisconsin State Highways 56 und 80 sowie die County Highways A, Q und Y durch das Gebiet der Town of Richland. Alle weiteren Straßen sind untergeordnete Landstraßen sowie teils unbefestigte Fahrwege.
Mit dem Richland Airport befindet sich kurz hinter der südöstlichen Grenze der Town ein kleiner Flugplatz. Die nächsten Verkehrsflughäfen sind der Dubuque Regional Airport in Iowa (rund 125 km südsüdwestlich), der La Crosse Regional Airport (rund 115 km nordwestlich) und der Dane County Regional Airport in Wisconsins Hauptstadt Madison (rund 105 km östlich).

## Bevölkerung
Nach der Volkszählung im Jahr 2010 lebten in der Town of Richland 1379 Menschen in 507 Haushalten. Die Bevölkerungsdichte betrug 16,9 Einwohner pro Quadratkilometer. In den 507 Haushalten lebten statistisch je 2,53 Personen. 
Ethnisch betrachtet setzte sich die Bevölkerung zusammen aus 96,9 Prozent Weißen, 1,2 Prozent Afroamerikanern, 0,1 Prozent amerikanischen Ureinwohnern, 0,7 Prozent Asiaten sowie 0,4 Prozent aus anderen ethnischen Gruppen; 0,6 Prozent stammten von zwei oder mehr Ethnien ab. Unabhängig von der ethnischen Zugehörigkeit waren 3,3 Prozent der Bevölkerung spanischer oder lateinamerikanischer Abstammung. 
20,3 Prozent der Bevölkerung waren unter 18 Jahre alt, 56,8 Prozent waren zwischen 18 und 64 und 22,9 Prozent waren 65 Jahre oder älter. 51,7 Prozent der Bevölkerung war weiblich.
Das mittlere jährliche Einkommen eines Haushalts lag bei 61.023 USD. Das Pro-Kopf-Einkommen betrug 27.163 USD. 6,5 Prozent der Einwohner lebten unterhalb der Armutsgrenze.

## Ortschaften in der Town of Richland
Neben Streubesiedlung existieren in der Town of Richland keine weiteren Siedlungen.